# Universidad Europea
La Universidad Europea es una institución de enseñanza superior que gestiona cuatro universidades privadas en España y una en Portugal:
- Universidad Europea de Madrid
- Universidad Europea de Canarias
- Universidad Europea de Valencia
- Universidad Europea de Andalucía
- Universidad Europea de Lisboa

Otra universidad, la Universidad Europea de Asturias, se encuentra en proceso de apertura.
Pone a disposición de sus estudiantes tres clínicas universitarias y un campus virtual.

## Historia
La Universidad Europea se fundó en 1989 bajo la denominación de Centro Europeo de Estudios Superiores (CEES), como Centro Universitario adscrito a la Universidad Complutense de Madrid, siendo reconocida como universidad por la Ley 24/1995, de 17 de julio de 1995, pasando a denominarse Universidad Europea de Madrid hasta 2012, año en el que su expansión nacional motivó que pasara a utilizar la marca Universidad Europea para toda su red de universidades en España que comprende a la Universidad Europea de Madrid, la Universidad Europea de Valencia y la Universidad Europea de Canarias.
En 1999 fue adquirida por by Sylvan Learning Systems, Inc., que en 2004 cambió de nombre a Laureate Education. En 2019 el fondo Permira adquiere Laureate en España y Portugal, y en 2024 EQT Partners, a través de su fondo EQT Infrastructure VI, compra la Universidad Europea a Permira.

## Universidad Europea de Madrid
La Universidad Europea de Madrid, cuenta con dos campus universitarios: el Campus de Villaviciosa de Odón y el Campus Alcobendas. Se trata de la mayor universidad privada en España, por número de alumnos.

## Universidad Europea de Valencia
Desde septiembre de 2008 la Universidad Europea estaba presente en Valencia a través del centro adscrito Centro de Educación Superior Valencia, que fue reconocido como universidad privada independiente en noviembre de 2012.
En septiembre de 2023 abrió un campus en Alicante, compartiendo espacio con la Escuela de Negocios Fundesem Business School, destinado principalmente a titulaciones del área de Ciencias de la Salud, y en 2024 inauguró un nuevo campus urbano en Valencia, denominado campus Turia, en el antiguo asilo de San Juan Bautista.

## Universidad Europea de Canarias
En 2010 se aprueba la creación de la Universidad Europea de Canarias, que comienza su actividad académica en octubre de 2012, convirtiéndose en la primera institución de educación superior privada de las Islas Canarias. Con sede en la Casa Salazar de la Villa de La Orotava (Tenerife), el centro oferta titulaciones de grado y postgrado en las áreas de Ciencias Sociales, Arquitectura e Ingeniería y Ciencias de la Salud.

## Universidad Europea de Andalucía
En julio de 2021 se anunció la concesión resuelta por concurso de una parcela de 22.418 metros cuadrados del Ayuntamiento de Málaga en el barrio de El Romeral para instalar allí un campus de la Universidad Europea. La universidad fue aprobada por ley en el Parlamento de Andalucía el día 24 de julio de 2024, y comenzará las clases en el curso académico 2025-26 con tres facultades: Ciencias Biomédicas y del Deporte, Ciencias Sociales y Escuela Politécnica.

## Universidad Europea de Asturias
En 2024 se anunció el proyecto de la Universidad Europea para establecer el primer campus universitario privado en Asturias, particularmente en Gijón. Este plan, desarrollado durante más de un año, se centra en la implementación de estudios en áreas como Medicina y Enfermería, así como en disciplinas económicas y jurídicas. En febrero de 2025, el Ayuntamiento de Gijón adjudicó a la Universidad Europea la venta de una parcela de 10.045 metros cuadrados correspondiente a la ampliación del Parque Científico Tecnológico de Gijón para desarrollar su campus.

## Clínicas universitarias
La Universidad Europea posee tres clínicas universitarias, la Clínica Universitaria Policlínica y la Clínica Universitaria Odontológica en Madrid, y la Clínica Universitaria Odontológica de Valencia. En ellas se imparte, casi en su totalidad, la docencia teórica, práctica, clínica, competencial y asistencial a pacientes en las áreas de Odontología, Podología, Óptica y Optometría y Fisioterapia, además de diferentes Másteres y cursos de postgrado relacionados con estas titulaciones. Además, el claustro de profesores está formado por profesionales sanitarios, que compatibilizan su profesión con la labor docente.

## Campus virtual
La Universidad Europea cuenta con un desarrollado campus virtual. En él los estudiantes pueden acceder a una serie de materiales y recursos didácticos, tutorías en línea, foros y chats gestionados directamente por sus profesores y disponibles para las asignaturas en las que se han matriculado. En 2012, este espacio incorpora una nueva capa social con UEMapp, una aplicación para smartphones que permite a profesores y estudiantes conectarse al Campus Virtual y comunicarse con otros usuarios desde cualquier dispositivo móvil u ordenador.

## Centros colaboradores
La Universidad Europea tiene acuerdos de colaboración con diferentes empresas, con el fin de proporcionar a sus estudiantes la posibilidad de realizar prácticas en un entorno profesional próximo a la realidad de los diferentes sectores: